# Oleśnicki
Oleśnicki là một huyện thuộc tỉnh Dolnośląskie của Ba Lan. Huyện có diện tích 1049 km². Đến ngày 1 tháng 1 năm 2011, dân số của huyện là 104378 người và mật độ 99 người/km².